# 比尔威廉斯河
比尔威廉姆斯河（英語：Bill Williams River）是美國西部亞利桑那州中部的一条河流，长约46.3-英里（74.5-），与其支流聖瑪利亞河形成了莫哈維縣北部和拉巴斯縣南部的边界，最终在帕克以北，哈瓦苏湖城以南注入科羅拉多河。